# Orthemis celata
Orthemis celata là loài chuồn chuồn trong họ Libellulidae. Loài này được von Ellenrieder mô tả khoa học đầu tiên năm 2012.